# KBS 뉴스광장 대전·세종·충남
《KBS 뉴스광장 대전·세종·충남》은 KBS 대전 1TV에서 매주 평일 오전 7시 20분에 방송 중인 대전 세종 충남 지역 아침 종합 뉴스 프로그램이다.

## 개요
KBS 대전 뉴스광장으로 읽는다.

## 앵커
| 대수 | 진행자          | 진행 기간        | 비고  |
| ---- | --------------- | ---------------- | ----- |
| 1대  | 김연선 아나운서 | 일자 미상 ~ 현재 | [ 1 ] |

## 경쟁 프로그램
- MBC 뉴스투데이 대전·세종·충남 (대전MBC TV)
- TJB 아침뉴스 (TJB TV)